# Matagaia chromatopus
Matagaia chromatopus is een spinnensoort in de taxonomische indeling van de springspinnen (Salticidae).
Het dier behoort tot het geslacht Matagaia. De wetenschappelijke naam van de soort werd voor het eerst geldig gepubliceerd in 2007 door Hipólito Ruiz López, Antonio D. Brescovit & Freitas.